# Pharyngodictyon reductum
Pharyngodictyon reductum är en sjöpungsart som först beskrevs av Sluiter 1906.  Pharyngodictyon reductum ingår i släktet Pharyngodictyon och familjen klumpsjöpungar.
Artens utbredningsområde är Södra Ishavet. Inga underarter finns listade i Catalogue of Life.